# 蔡协民
蔡協民（1901年—1934年）1901年出生於湖南華容。他於1925年成為中共黨員，曾在福建省擔任要職。蔡氏先後執掌中共福建省委秘書處、軍事委員會，並兼管福州市中共黨務。
1927年末，蔡協民投身南昌武裝起事，並在红军中擔任基層政工職務。次年初,他策劃參與湘南武裝行動，並在紅四軍中負責黨務工作。1929年，蔡氏隨部隊轉戰江西南部和福建西部，後被選入中共閩西特委領導層。
其後，蔡協民轉赴福建省級黨組織工作，歷任多個要職，包括主持福州市黨務。1932年，他隨毛澤東部隊攻佔漳州，擔任當地黨政軍要職。1933年中，蔡氏調任安溪，指導當地革命政權建設和土地改革。1934年春，蔡協民因叛徒告密而被捕。同年夏，他在漳州被杀害，被杀时年33歲。

## 生平
蔡協民1901年歲末誕生於湖南華容一個農家。自幼接受傳統教育，後輾轉就讀於多所學校，包括湖南省立第一師範和武昌中華大學。
1924年是蔡氏人生的轉捩點。他加入社會主義青年團，改名協民，並在長沙湘江學校求學。翌年，蔡正式成為共產黨員，並赴廣州參加農運培訓。
畢業後，蔡協民回鄉推動農民運動，並在國民黨地方組織中擔任要職。1926年底，他開始領導華容地區的共產黨組織。
1927年，蔡參與南昌起義，此後幾年間輾轉於江西、福建等地,在紅軍中擔任政工幹部。1929年末起，蔡協民在福建省級黨組織工作，歷任多個重要職務。
1933年中，蔡氏被派往安溪，指導當地革命建設，在1934年春天被捕。同年7月，時年33歲的蔡協民在漳州死亡。

## 事蹟
蔡協民的革命生涯始於1927年。馬日事變後，他在武漢加入國民革命軍，並參與南昌起義。其後，蔡氏在湖南郴縣組織農民武裝，並參加了湘南暴動。1928年4月，他隨朱德、陳毅部隊上井岡山，與毛澤東領導的紅軍會師。
1929年初，蔡協民跟隨紅軍向閩西進軍，協助建立新的革命根據地。同年夏。他被調至閩西特委工作，負責組織工作。年底，蔡轉入福建省級黨組織，歷任多個要職。
1931年初，蔡協民擔任福建省軍委書記兼福州市委書記，領導閩北、閩東等地的革命工作。當省委機關遭破壞時，他與同志們重建臨時省委,並發動群眾開展抗日救亡運動。
1932年，蔡協民調往廈門工作。他在惠安縣領導了成功的抗捐運動，打擊了反動勢力。雖然後來遭受不公正的組織處分，但他仍堅持革命工作。當年4月，蔡協民參與組建閩南革命委員會和漳州中心縣委，並指揮紅三團。
1933年，蔡協民繼續在安南永德地區領導革命活動，並在廈門組織工人運動。